# Флемінгтон (Міссурі)
Флемінгтон (англ. Flemington) — селище (англ. village) в США, в окрузі Полк штату Міссурі. Населення — 110 осіб (2020).

## Географія
Флемінгтон розташований за координатами 37°48′14″ пн. ш. 93°30′5″ зх. д. / 37.80389° пн. ш. 93.50139° зх. д. (37.803875, -93.501444).  За даними Бюро перепису населення США в 2010 році селище мало площу 0,86 км², уся площа — суходіл.

## Демографія
Згідно з переписом 2010 року, у селищі мешкало 148 осіб у 59 домогосподарствах у складі 35 родин. Густота населення становила 173 особи/км².  Було 73 помешкання (85/км²).
Расовий склад населення:
| - 97,3 % — білих - 1,4 % — корінних американців |

До двох чи більше рас належало 1,4 %. Частка іспаномовних становила 4,7 % від усіх жителів.
За віковим діапазоном населення розподілялося таким чином: 23,0 % — особи молодші 18 років, 60,8 % — особи у віці 18—64 років, 16,2 % — особи у віці 65 років та старші. Медіана віку мешканця становила 45,5 року. На 100 осіб жіночої статі у селищі припадало 85,0 чоловіків;  на 100 жінок у віці від 18 років та старших — 90,0 чоловіків також старших 18 років.
Середній дохід на одне домашнє господарство  становив 36 082 долари США (медіана — 33 750), а середній дохід на одну сім'ю — 36 907 доларів (медіана — 37 188). За межею бідності перебувало 33,6 % осіб, у тому числі 61,5 % дітей у віці до 18 років та 7,7 % осіб у віці 65 років та старших.
Цивільне працевлаштоване населення становило 32 особи. Основні галузі зайнятості: транспорт — 50,0 %, роздрібна торгівля — 18,8 %, виробництво — 12,5 %, освіта, охорона здоров'я та соціальна допомога — 12,5 %.